# Eumolpinae
Eumolpinae Hope, 1840, è una sottofamiglia di coleotteri della famiglia Chrysomelidae.

## Descrizione

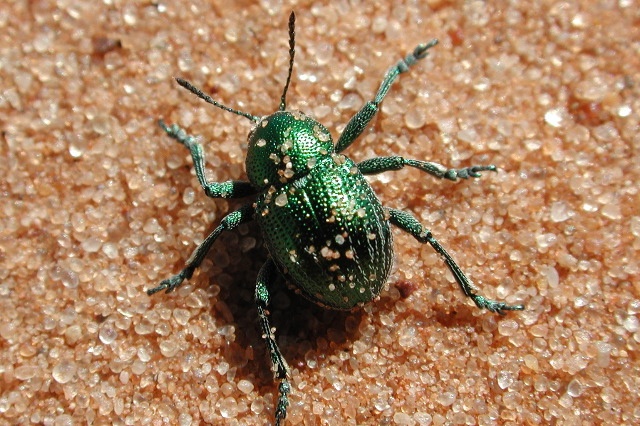
Eumolpinae nordamericano

Le Eumolpinae si riconoscono a prima vista dagli altri crisomelidi per il torace rotondeggiante, più o meno sferico o campaniforme, ma sempre nettamente più stretto delle elitre.
Ulteriori caratteristiche sono la testa piccola ed incassata nel torace, le coxe anteriori sferiche e le zampe solitamente ben sviluppate.
I generi europei mostrano colorazioni scure, talvolta opache e persino coperte da pubescenza, mentre i generi esotici hanno spesso colorazioni metalliche accese.

## Sistematica
La sottofamiglia Eumolpinae comprende le seguenti tribù:
- Bromiini Baly, 1865
- Caryonodini Bechyné, 1951
- Cubispini Monrós, 1954
- Eumolpini Hope, 1840
- Euryopini Chapuis, 1874
- Habrophorini Bechyné & Špringlová de Bechyné, 1969
- Hemydacnini Bechyné, 1951
- Megascelidini Chapuis, 1874
- Merodini Chapuis, 1874
- Pygomolpini Bechyné, 1949
- Rosiroiini Bechyné, 1950
- Typophorini Baly, 1865

In Europa sono presenti i seguenti generi:
- tribù Adoxini
  - Bromius, 1 specie
  - Colaspidea, 4 specie
  - Colaspina, 1 specie
  - Gruevia, 1 specie
  - Macrocoma, 11 specie
  - Pachnephorus, 12 specie
- tribù Eumolpini
  - Chrysochus, 1 specie
  - Colaspinella, 1 specie
- tribù Nodinini
  - Chloropterus, 2 specie
  - Floricola, 1 specie